# Kanton Vielmur-sur-Agout
Kanton Vielmur-sur-Agout (francouzsky Canton de Vielmur-sur-Agout) je francouzský kanton v departementu Tarn v regionu Midi-Pyrénées. Tvoří ho sedm obcí.

## Obce kantonu
- Carbes
- Cuq
- Fréjeville
- Guitalens
- Lalbarède
- Sémalens
- Serviès
- Vielmur-sur-Agout